# Zonisamide
Zonisamide è una sulfonamide, un derivato benzisossazolico, che possiede attività anticonvulsivante simile a quella della fenitoina e della carbamazepina. Come farmaco viene utilizzato in terapia adiuvante negli adulti affetti da crisi epilettiche ad esordio parziale, ma anche negli spasmi infantili, nelle convulsioni proprie della sindrome di Lennox-Gastaut, nelle mioclonie e nelle crisi generalizzate tonico-cloniche. In Italia il farmaco è prodotto e venduto dalla società farmaceutica Eisai Limited con il nome commerciale di Zonegran nella forma farmaceutica di capsule rigide contenenti 50 mg oppure 100 mg di principio attivo.

## Chimica
La sostanza pura si presenta con aspetto di cristalli aghiformi bianchi, insapori e inodori. Il composto è moderatamente solubili in acqua, nel cloroformio e in n-esano. Facilmente solubile nel metanolo, nell'etanolo, nell'etile acetato e nell'acido acetico.

## Farmacodinamica
Studi sperimentali hanno evidenziato che il farmaco aumenta la soglia di eccitabilità dei neuroni e ne riduce la scarica e la propagazione degli impulsi.

L'attività antiepilettica della zonisamide sembrerebbe dovuta alla riduzione dei movimenti transmembrana degli ioni sodio e calcio, verosimilmente per un'azione sui rispettivi canali voltaggio-dipendenti. Quet'azione determina un rallentamento dei processi di depolarizzazione della membrana e della comparsa del potenziale d'azione e riduce la possibilità di diffusione delle scariche epilettiche, ostacolando l'insorgenza di attività epilettica.

Il composto è dotato anche di debole attività sull'anidrasi carbonica.

## Farmacocinetica
A seguito di somministrazione per via orale zonisamide viene assorbita in modo pressoché totale dal tratto gastro-intestinale.
La biodisponibilità assoluta della molecola è pari al 100%, e non viene influenzata dall'assunzione di cibo.
La concentrazione plasmatica massima (Cmax)viene normalmente raggiunta entro 2-6 ore dall'assunzione.
In seguito a somministrazione orale di 200, 400 e 800 mg si ottengono picchi plasmatici di 2 µg/ml, 5 µg/ml e 12 µg/ml rispettivamente.
Zonisamide si lega nella misura del 38-40% alle proteine plasmatiche umane.
La concentrazione raggiunta dal farmaco all'interno dei globuli rossi è superiore a quella plasmatica. 
Lo steady-state viene ottenuto in circa 10 giorni. 
L'emivita plasmatica è di 50-68 ore. 
Zonisamide viene metabolizzata per acetilazione o per rottura dell'anello isossazolico (da parte del CYP3A4) e glucuronazione.
La principale via di escrezione dei metaboliti di zonisamide e del farmaco immodificato è attraverso le urine.
Il farmaco viene eliminato dall'organismo principalmente attraverso l'emuntorio renale ed in misura minore con le feci. La molecola viene escreta nel latte materno.

## Usi clinici
Zonisamide è utilizzata nel trattamento delle epilessie refrattarie ad altre terapie, in particolare nelle forme caratterizzate da attacchi parziali, assenze e crisi miocloniche.

### Trattamenti off-label
Date le forti proprietà anoressizzanti viene talvolta impiegato, in casi selezionati, per ridurre l'appetito in pazienti gravemente obesi.

### Trattamento del Parkinson
Zonisamide può essere utilizzata nei soggetti con malattia di Parkinson e tremori essenziali.

### Discinesia tardiva
In uno studio clinico in aperto zonisamide ha attenuato i sintomi di discinesia tardiva.

### Obesità
Esistono anche studi sull'efficacia del composto nel trattamento dell'obesità. La molecola sembra comportare significativi effetti positivi sulla perdita di peso corporeo.

## Dosi terapeutiche
Negli adulti il dosaggio orale iniziale è di 100–200 mg/die, che può essere aumentato, se necessario, a 200–400 mg/die. 
Il dosaggio massimo giornaliero non deve essere oltrepassare i 600 mg. 
Nei bambini si somministrano 2–4 mg/kg/die incrementabili a 4–8 mg/kg/die, se necessario. 
La dose massima giornaliera non deve superare i 12 mg/kg.

## Effetti collaterali e indesiderati
Il trattamento con zonisamide può indurre sonnolenza, senso di affaticamento, atassia, cefalea, vertigini, irritabilità, agitazione psicomotoria, e stato confusionale acuto. 
Sono anche stati descritti diversi effetti avversi gastrointestinali quali anoressia e nausea, vomito, dolore addominale, diarrea o costipazione. 
Il farmaco può causare anche calo ponderale, difficoltà di memoria, diplopia, alopecia e litiasi renale.

Sono possibili anche disturbi cutanei quali prurito, rash cutaneo, orticaria.

## Controindicazioni
Zonisamide è controindicata in caso di ipersensibilità nota al principio attivo ed ai sulfamicidi, oppure ad uno qualsiasi degli eccipienti utilizzati nella preparazione farmacologica.

## Gravidanza e allattamento
Nelle donne in stato di gravidanza il farmaco deve essere impiegato solamente dopo aver valutato attentamente il rapporto rischio/beneficio. Studi condotti su animali hanno messo in evidenza tossicità riproduttiva. Nei figli di madri trattate con farmaci ad attività antiepilettica il rischio di difetti alla nascita è aumentato di 2-3 volte. I difetti riportati con maggiore frequenza sono: labioschisi, malformazioni cardiache e vascolari, difetti del tubo neurale.

La Food and Drug Administration ha inserito zonisamide in classe C per l'uso in gravidanza. In questa classe sono inseriti i farmaci i cui studi riproduttivi sugli animali hanno rilevato effetti dannosi sul feto (teratogenico, letale o altro) oppure quei farmaci per cui non sono disponibili studi controllati sull'uomo e talvolta né sull'uomo né sull'animale.

## Avvertenze
Durante il trattamento si consiglia di effettuare il monitoraggio periodico della funzionalità epatica e renale. Quando si renda necessario la terapia con zonisamide deve essere interrotta gradualmente. Poiché il farmaco può indurre sonnolenza il paziente non dovrebbe svolgere attività che richiedono attenzione e concentrazione.

## Interazioni
- Carbamazepina: zonisamide può incrementare la concentrazione plasmatica della carbamazepina. Da parte sua carbamazepina può aumentare l'AUC della zonisamide.
- Fenobarbital: la co-somministrazione sembra incrementare la clearance della zonisamide.